# エリザベト・ソフィ・シェロン
エリザベト・ソフィ・シェロン（Elisabeth Sophie Chéron、1648年10月3日 - 1711年9月3日）は、フランスの画家、版画家、翻訳家である。肖像画家として評判になり、王立絵画彫刻アカデミーに入会した数少ない女性画家となった。

## 略歴
パリで生まれた。父親はフランス北部のモー出身のユグノーの画家、アンリ・シェロン（Henri Chéron: 1677年没）で、母親はカトリックの女性であった。改革派を信仰する人々の中で育ち、ミニチュアールやエナメル画の工房を経営する父親から、絵画の訓練を受けた。14歳になった後、ノートルダム・ド・ジュアール修道院（Abbaye Notre-Dame de Jouarre）で教育を受け、貴族の同級生たちの肖像画を描き、好評を得た。女子修道院長の肖像画も描いた。同級生たちの仲介で、貴族ロアン＝シャボー家のメンバーやエピノア公の王女（princesse d’Épinoy）や宮廷の女性ユルサン夫人（Madame des Ursins）の肖像画も描いた。
ユグノーの父親は増大する迫害を避けるためパリを離れたため、長女のシェロンが肖像画で得る収入は家族を助けた。弟のルイ（Louis Chéron: 1655-1725）が絵を学ぶために数年間のローマに留学する資金も稼ぐことができた。1668年3月に、エリザベート・ソフィーと妹のアンヌはパリのサン・シュルピス教会でカトリックに改宗した。厳格なカトリック教徒であったルイ14世のもとで、宮廷の仕事を得るためには改宗が必要であった。弟のルイは、改宗することなく、1685年にナントの勅令が廃止された後に、フランスを離れてイギリスに渡った。
王立絵画彫刻アカデミーの創立者の一人であったシャルル・ルブラン（1619-1690）と、もう一人の有力な画家ピエール・ミニャール（1612-1695）が論争した時、シェロンはルブランを称える詩を発表した。ルブランの推薦で1672年6月に24歳で王立絵画彫刻アカデミーの会員になることが許された。フランス革命でアカデミーが廃止されるまで王立絵画彫刻アカデミーに女性が会員に選ばれたのは15人だけであった。アカデミーに入会したことにより、ルーヴル宮殿で毎年開かれるサロンに出展できるようになり、さらに裕福な顧客を獲得できた。このころから、肖像画から需要が多く、複製によって多く制作できる彫刻へと関心を移した。ラファエロやミケランジェロなどの有名な彫刻作品の複製塑像を制作して収益を得た。
1692年、44歳のシェロンはエンジニアのジャック・ル・エ（Jacques Le Hay）と結婚し、パリのグルネル通りの自宅に、マドレーヌ・ド・スキュデリ（Madeleine de Scudéry）やアンヌ・ダシエ（1654–1720）、アントワネット・デシュリエール（Antoinette Deshoulières: 1638-1694)といった文学者や、画家のロジェ・ド・ピレ（Roger de Piles: 1635–1709)らを招いた。ヘブライ語などの語学に堪能で聖書の文章や詩篇をフランス語に翻訳した。
妹のアンヌ・シェロン（Anne Chéron: 1649–1718）は、エリザベト・ソフィ・シェロンから絵を学びミニアチュール画家になり、1701年に肖像画家のアレクシス・シモン・ベル（1674-1734）と結婚した。
1711年にパリで亡くなった。

## 作品

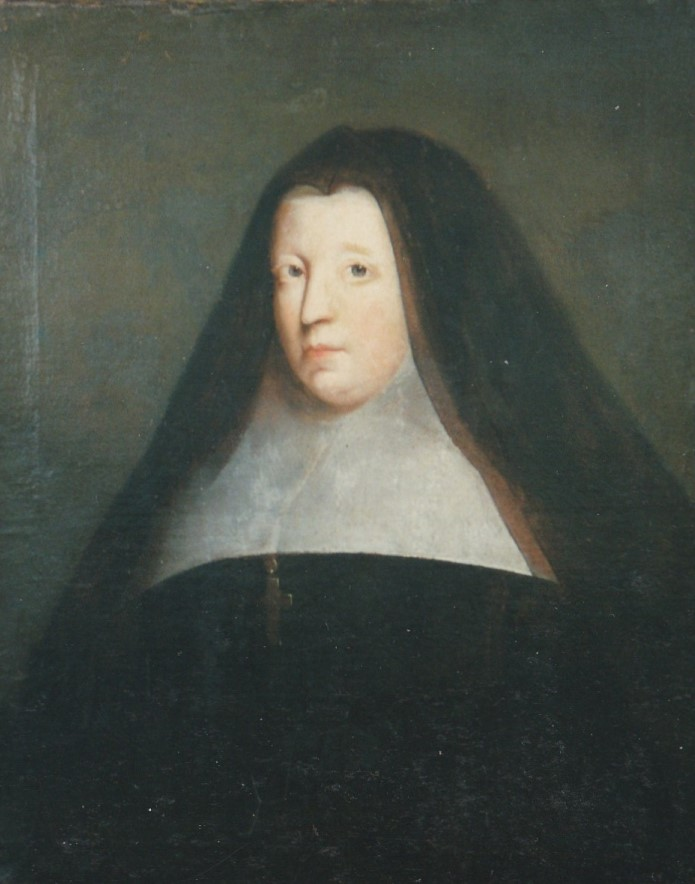
ノートルダム・ド・ジュアール修道院の修道女 (1672)
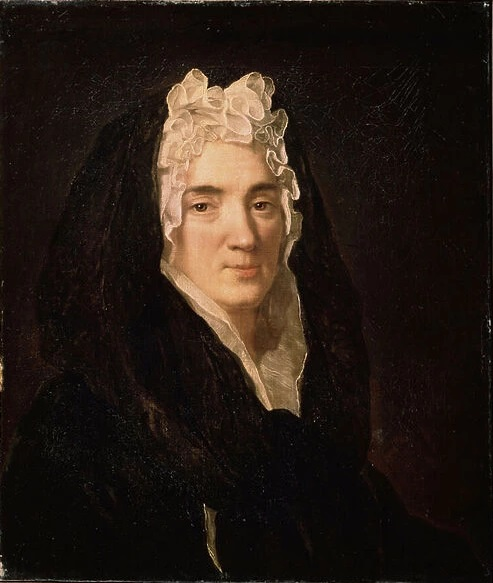
ギュイヨン夫人の肖像画 プーシキン美術館
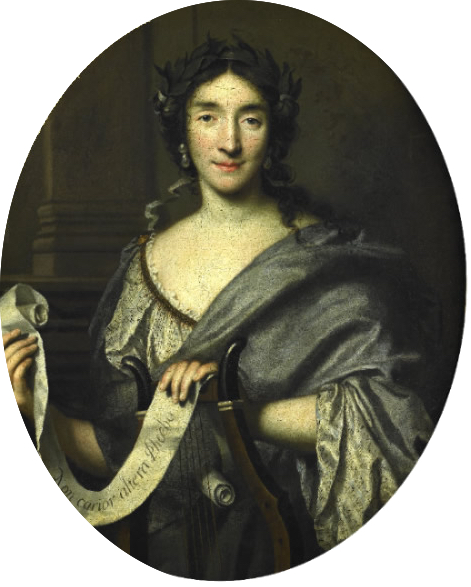
肖像画 ルーアン美術館
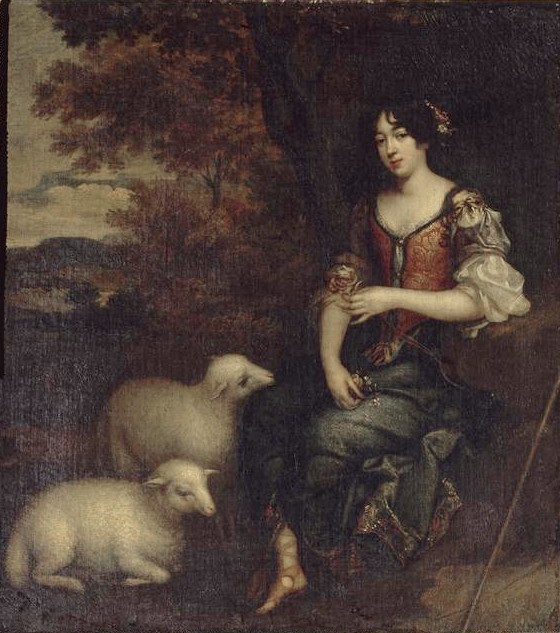
Portrait of Mme Deshoulières コンデ美術館